# 施氏雅羅魚
施氏雅罗鱼（学名：Leuciscus schmidti）为輻鰭魚綱鯉形目雅羅魚科雅罗鱼属的鱼类，被IUCN列為易危保育類動物。分布於亞洲吉爾吉斯伊塞克湖，棲息在中底層水域，體長可達37.5公分。

## 扩展阅读
維基物種上的相關：施氏雅罗鱼